# KV12
KV12, acrònim de l'anglès King's Valley, és una tomba egípcia de l'anomenada Vall dels Reis, situada a la riba oest del riu Nil, a l'altura de la moderna ciutat de Luxor.
Com que aquesta tomba no està decorada i ha estat saquejada, es desconeixen les dates exactes de construcció i ús. Probablement es va començar a la dinastia XVIII de l'antic Egipte i es va utilitzar a la dinastia XX o dinastia XXI per a enterraments múltiples, potser per a membres de la família reial, com el cas de Ramsès II va utilitzar KV 5. Les cambres inferiors eren anteriors a Ramsès VI, ja que la paret est de la cambra G va ser trencada durant la construcció de la tomba KV 9. Si hi havia hagut enterraments anteriors, és possible que hagin estat saquejats en aquell moment.